# Eleições estaduais em Goiás em 1945
As eleições estaduais em Goiás em 1945 ocorreram em 2 de dezembro conforme regras fixadas no Decreto-Lei n.º 7.586 e numa resolução do Tribunal Superior Eleitoral editada em 8 de setembro como parte das eleições no Distrito Federal, em 20 estados e no território federal do Acre. Foram eleitos os senadores Pedro Ludovico Teixeira e Dário Cardoso, além de sete deputados federais enviados para redigir a Carta de 1946 em Assembleia Nacional Constituinte e assim restaurar o regime democrático após o Estado Novo.
Natural da cidade de Goiás, Pedro Ludovico Teixeira formou-se médico na Universidade Federal do Rio de Janeiro e tão logo voltou ao seu estado passou a trabalhar em Bela Vista de Goiás e Rio Verde. Genro de Antônio Martins Borges, fundou o jornal O Sudoeste e desde então cerrou fileiras na oposição à família Caiado. Preso pouco antes da Revolução de 1930, foi libertado com a eclosão desta e passou a representá-la como interventor federal. Leal a Getúlio Vargas durante os quinze anos seguintes, encorajou a construção de Goiânia, a nova capital do estado, e do Palácio das Esmeraldas, sede do governo estadual desde 1937. Findo o Estado Novo foi eleito senador pelo PSD.
Eleito governador de Goiás em 1950, renunciou à cadeira de senador em prol de José da Costa Pereira. Professor e fazendeiro nascido em Orizona, cidade onde foi prefeito ao longo do Estado Novo e com o fim do regime cuidou de seus negócios particulares até a filiação ao PSD e eleger-se suplente de Pedro Ludovico Teixeira. Dedicado à Filologia, o novo senador goiano ensinava Língua portuguesa no Ginásio Municipal de Orizona.
A vitória na disputa pela segunda vaga de senador foi Dário Cardoso. Natural de Corumbá de Goiás, formou-se na Universidade Federal de Minas Gerais como advogado. De volta a Goiás foi procurador da República e procurador do estado. Atuou no magistério, integrou o Instituto Histórico Geográfico de Goiás e também o conselho federal da Ordem dos Advogados do Brasil. Nomeado desembargador do Tribunal de Justiça de Goiás em 1934, assumiu a presidência da Corte em 1938, exercendo-a até se aposentar em 1945, ano em que foi eleito senador na legenda do PSD.

## Resultado da eleição para senador
Dados fornecidos pelo Tribunal Superior Eleitoral.
| Candidatos a senador da República | Candidatos a suplente de senador | Número | Coligação           | Votação | Percentual |
| --------------------------------- | -------------------------------- | ------ | ------------------- | ------- | ---------- |
| Pedro Ludovico Teixeira PSD       | José da Costa Pereira PSD        | -      | PSD (sem coligação) | 43.173  | 28,15%     |
| Dário Cardoso PSD                 | Edson de Almeida PSD             | -      | PSD (sem coligação) | 41.576  | 27,11%     |
| Milton Assis Albernaz UDN         | Não havia -                      | -      | UDN (sem coligação) | 28.713  | 18,72%     |
| Humberto Martins Ribeiro UDN      | Não havia -                      | -      | UDN (sem coligação) | 28.649  | 18,68%     |
| Luís Carlos Prestes PCB           | Não havia -                      | -      | PCB (sem coligação) | 6.138   | 4,00%      |
| Urbano Berquó PCB                 | Não havia -                      | -      | PCB (sem coligação) | 5.127   | 3,34%      |
| Fontes:                           |                                  |        |                     |         |            |

## Deputados federais eleitos
São relacionados os candidatos eleitos com informações complementares da Câmara dos Deputados.

Representação eleita
  PSD: 5
  UDN: 2

Fonteː
| Deputados federais eleitos | Partido | Votação | Percentual | Cidade onde nasceu | Unidade federativa |
| Domingos Velasco           | UDN     | 8.915   |            | Goiás              | Goiás              |
| Diógenes Magalhães         | PSD     | 7.705   |            | Maceió             | Alagoas            |
| João de Abreu              | PSD     | 7.147   |            | Taguatinga         | Tocantins          |
| Caiado de Godoy            | PSD     | 5.941   |            | Goiás              | Goiás              |
| Galeno Paranhos            | PSD     | 5.534   |            | Catalão            | Goiás              |
| Jales Machado              | UDN     | 5.447   |            | Alfenas            | Minas Gerais       |
| Guilherme Xavier           | PSD     | 5.324   |            | Morrinhos          | Goiás              |
| Fontes:                    |         |         |            |                    |                    |